# D’Masiv
D’Masiv (zapis stylizowany: d’Masiv) – indonezyjski zespół popowy. Został założony w 2003 roku w Dżakarcie.
Początkowo w skład zespołu wchodziło pięciu muzyków: Rian Ekky Pradipta – wokal, Dwiki Aditya Marsall – gitara, Nurul Damar Ramadan – gitara, Rayyi Kurniawan Iskandar Dinata – bas, Wahyu Piadji – perkusja. Swój pierwszy album zatytułowany Perubahan wydali w 2008 roku.
Za swoją działalność muzyczną byli wielokrotnie nagradzani. W 2010 roku otrzymali AMI (Anugerah Musik Indonesia) w kategoriach najlepsza grupa popowa i najlepsze dzieło produkcyjne (za „Jangan Menyerah”).
Zdołali wypromować takie utwory jak: „Cinta Ini Membunuhku”, „Di Antara Kalian”, „Merindukanmu”, „Diam Tanpa Kata”, „Jangan Menyerah”, „Natural”.
Występowali zarówno w kraju, jak i za granicą (Australia, Korea Południowa).

## Dyskografia
- 2008: Perubahan
- 2010: Perjalanan
- 2012: Persiapan
- 2014: Hidup Lebih Indah
- 2016: D’masiv
- 2019: Love
- 2022: Time

Źródła: 